# Theresa May
Theresa Mary May, /təˈriːzə/; nascida Brasier; (Eastbourne, 1 de outubro de 1956) é uma politica britânica que foi primeira-ministra de seu país e líder do Partido Conservador de 2016 a 2019. 
Antes disso, May havia sido secretária de Estado para os Assuntos Internos (Home Secretary) de 2010 a 2016. May foi eleita para a Câmara dos Comuns em maio de 1997 representando Maidenhead (em Berkshire) e permaneceu até 2024. Ideologicamente ela se identifica como uma one-nation Tory, uma vertente do conservadorismo alinhada com a direita moderada.
Em 21 de agosto de 2024 May recebeu o título nobiliárquico de baronesa com a denominação em inglês Baroness May of Maidenhead, of Sonning in the Royal County of Berkshire. Tomou assento na Câmara dos Lordes em 12 de setembro do mesmo ano.
May nasceu em Eastbourne mas foi criada em Oxfordshire. Estudou geografia em St Hugh's College de Oxford. Após se formar, em 1977, foi trabalhar no Banco da Inglaterra. Ela também serviu como conselheira para Durnsford em Merton, Londres. Após duas tentativas fracassadas (em 1992 e 1994) de se eleger para a Câmara dos Comuns, ela finalmente conseguiu um assento no Parlamento por Maidenhead em 1997. De 1999 a 2010, May assumiu uma série de funções nos Gabinetes de Sombra do Partido Conservador enquanto este estava na oposição. Ela também foi administradora interna do partido de 2002 a 2003.
Após as eleições de 2010, o Partido Conservador formou um governo de coalizão com os Liberais-Democratas. May foi então apontada como Home Secretary (2010-2016) e Ministra da Mulher e Igualdade (2010-2012). Ela continuou a servir no Gabinete governamental após a vitória Conservadora nas eleições de 2015, onde se tornou a pessoa a servir mais tempo como Home Secretary em sessenta anos. Durante seu mandato, ela buscou a federalização policial, implementou uma política dura contra drogas (incluindo o banimento de khat), supervisionou a introdução de eleições para comissários de polícia e crime, a deportação de Abu Qatada e a criação da Agência Nacional do Crime e elaborou regras mais rígidas a respeito de imigração.
Em julho de 2016, após David Cameron renunciar a posição de Primeiro-ministro, Theresa May concorreu a liderança do Partido Conservador e venceu com 60% dos votos dos correligionários, se tornando assim a segunda mulher a ser Primeira-ministra do Reino Unido (a outra sendo Margaret Thatcher). No cargo de Chefe de Governo do país, May tomou a frente do processo da saída do Reino Unido da União Europeia (o Brexit), acionando o Artigo 50 do tratado em março de 2017. Com a popularidade ainda acima da média, ela convocou eleições gerais antecipadas ainda para aquele ano, com o proposito de fortalecer a posição dela como líder e assim ter mais controle sobre as negociações do Brexit. A aposta fracassou, com os Conservadores fazendo uma campanha caótica e perdendo treze assentos na Câmara dos Comuns (em contrapartida, os Trabalhistas, de oposição, ganharam trinta assentos). O resultado foi um parlamento suspenso já que o Partido Conservador somou apenas 317 assentos dos 326 necessários para formar um governo de maioria. May teve que entrar em acordo com o Partido Unionista Democrático (ou DUP, na sigla em inglês) para formar um governo minoritário e se manter no poder.
May recebeu então um voto de não confiança dos parlamentares do seu próprio partido, em dezembro de 2018, e então outra moção de desconfiança, desta vez do Parlamento, em janeiro de 2019, mas ela sobreviveu no cargo a ambos. Theresa May continuou tentando levar a frente as negociações do Brexit com a União Europeia (UE), aderindo ao Acordo Chequers, que resultou no primeiro acordo formal de retirada do Reino Unido da UE. Este acordo foi derrotado no Parlamento, em janeiro de 2019, e as negociações com Bruxelas continuaram. Um novo acordo, revisado, foi proposto para o Parlamento e foi novamente derrotado, por 391 votos a 242, enfraquecendo a posição de May. Em 24 de maio de 2019, anunciou sua renúncia como primeira-ministra, sendo efetiva em 7 de junho do mesmo ano. Neste dia, a britânica deixou o comando do Partido Conservador, tornando-se interina até a escolha do novo líder, mas não deixou o cargo de primeira-ministra, o que ocorreu em 24 de julho de 2019.

## Carreira
Filha de um reverendo anglicano, Theresa May é conhecida por sua postura eurocética. Estudou Geografia na St Hugh's College, Universidade de Oxford, graduando-se com um grau BA em 1977. Depois, ela começou sua carreira no Banco da Inglaterra por seis anos e passou a ocupar cargos na Association for Payment Clearing Services (APACS), como chefe da Unidade de Assuntos Europeus e Conselheira Sénior para Assuntos Internacionais. O Daily Telegraph descreveu-a "como a segunda mulher mais importante da política nacional, graças a uma determinação feroz e em parte pelo uso rotineiro de um figurino sempre muito elegante".
Theresa foi envolvida na política em todos os níveis, começando por envelopar correspondências em sua associação local conservadora, antes de passar a ser uma vereadora no distrito londrino de Merton, cargo que ocupou de 1986 a 1994. Durante esse tempo, ela também foi Presidente da Educação, entre 1988 e 1990 e do grupo Líder adjunto e Habitação, sendo também porta-voz do prefeito entre 1992 e 1994.
Em 1997 se tornou parlamentar conservadora pelo próspero distrito de Maidenhead. Sua atividade local incluía campanhas para melhorar o serviço férreo local e adequar o centro daquela cidade. Ela ocupou diversos cargos no Parlamento do Reino Unido desde 1997. Foi membro do Gabinete Sombra 1999-2010, incluindo como secretário sombra de Estado da Educação e do Emprego, o secretário sombra de Estado do Trabalho e Pensões, e líder Shadow of the House of Commons. De 2002 a 2003 ela foi a primeira secretário-geral do sexo feminino do Partido Conservador.
Theresa May foi nomeada em maio 2010 a ministra do Interior no gabinete do ex-primeiro-ministro David Cameron. Nessa função, ela conduzia o trabalho do governo para liberar a polícia para combater a criminalidade de forma mais eficaz, proteger as fronteiras e reduzir a imigração, e proteger o Reino Unido do terrorismo. Ela também foi ministra da Mulher e Igualdade entre 2010 e 2012.
Theresa May defendeu a permanência do Reino Unido na União Europeia (UE), mas aceitou o resultado do referendo que deu vitória à campanha do Brexit. Na sequência da votação, David Cameron renunciou ao cargo de primeiro-ministro e uma disputa começou dentro do Partido Conservador para sucedê-lo. Por fim, Theresa ganhou a disputa pela liderança do seu partido e foi oficialmente apontada como a nova primeira-ministra do Reino Unido em 13 de julho de 2016 e passou a liderar o acordo de saída do Reino Unido da União Europeia, enfrentando problemas dentro e fora do seu partido.

### Renúncia como primeira-ministra

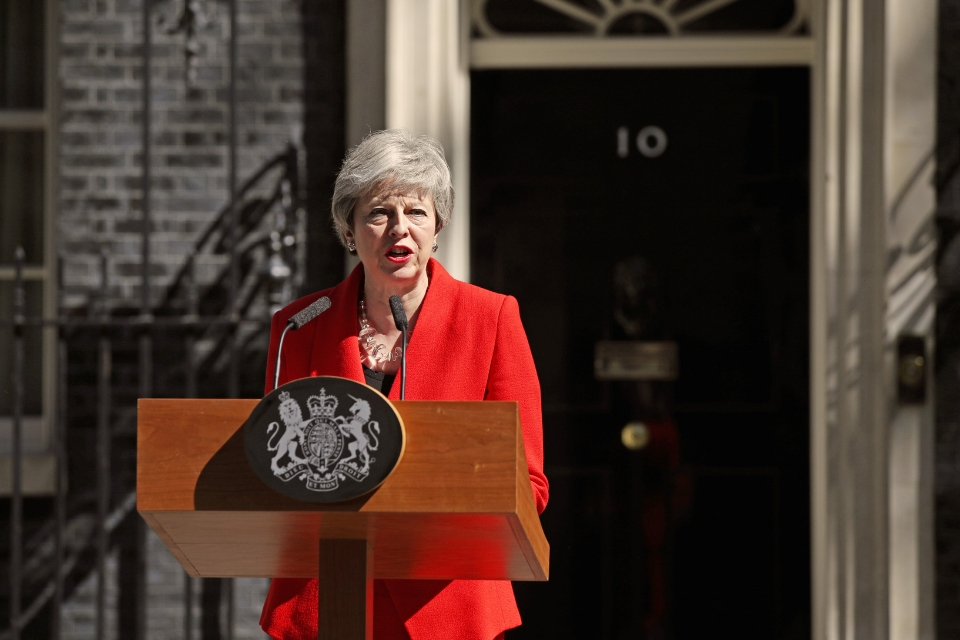
Theresa May anunciando sua renúncia, em 24 de maio de 2019

May anunciou sua renúncia como primeira-ministra britânica em 24 de maio de 2019, saindo efetivamente do cargo em 7 de junho. May estava sendo pressionada a deixar o cargo após três tentativas mal sucedidas de chegar a um acordo para o Brexit, o que acabou atrasando a saída do país do bloco. Em um discurso emocionado, May afirmou:
"Eu, em breve, vou deixar a função que foi a honra da minha vida: a segunda primeira-ministra mulher, mas certamente não a última. Eu fiz isso sem ser obrigada, mas com uma gratidão enorme e duradoura em ter tido a oportunidade de servir o país que eu amo."
Embora a oposição pedisse novas eleições gerais, o sucessor de May foi parlamentares do Partido Conservador. Ela foi sucedida no cargo de Primeiro-ministro por Boris Johnson.
Após renunciar o cargo de primeira-ministra, continuou a sua vida política, mas como membro do parlamento.

## Vida privada
Casada desde 1980 com Philip John May, um executivo do setor bancário, Theresa May não tem filhos, gosta de passeios e de cozinhar. Ela ganhou destaque no governo por sua linha implacável contra o crime. É protestante praticante, mas já se manifestou a favor do casamento entre pessoas do mesmo sexo.